# Canton du Podrinje bosnien
Le canton du Podrinje bosnien (en bosnien, Bosansko-podrinjski kanton) est un canton de Bosnie-Herzégovine situé dans la fédération de Bosnie-et-Herzégovine et ayant Goražde comme centre administratif.

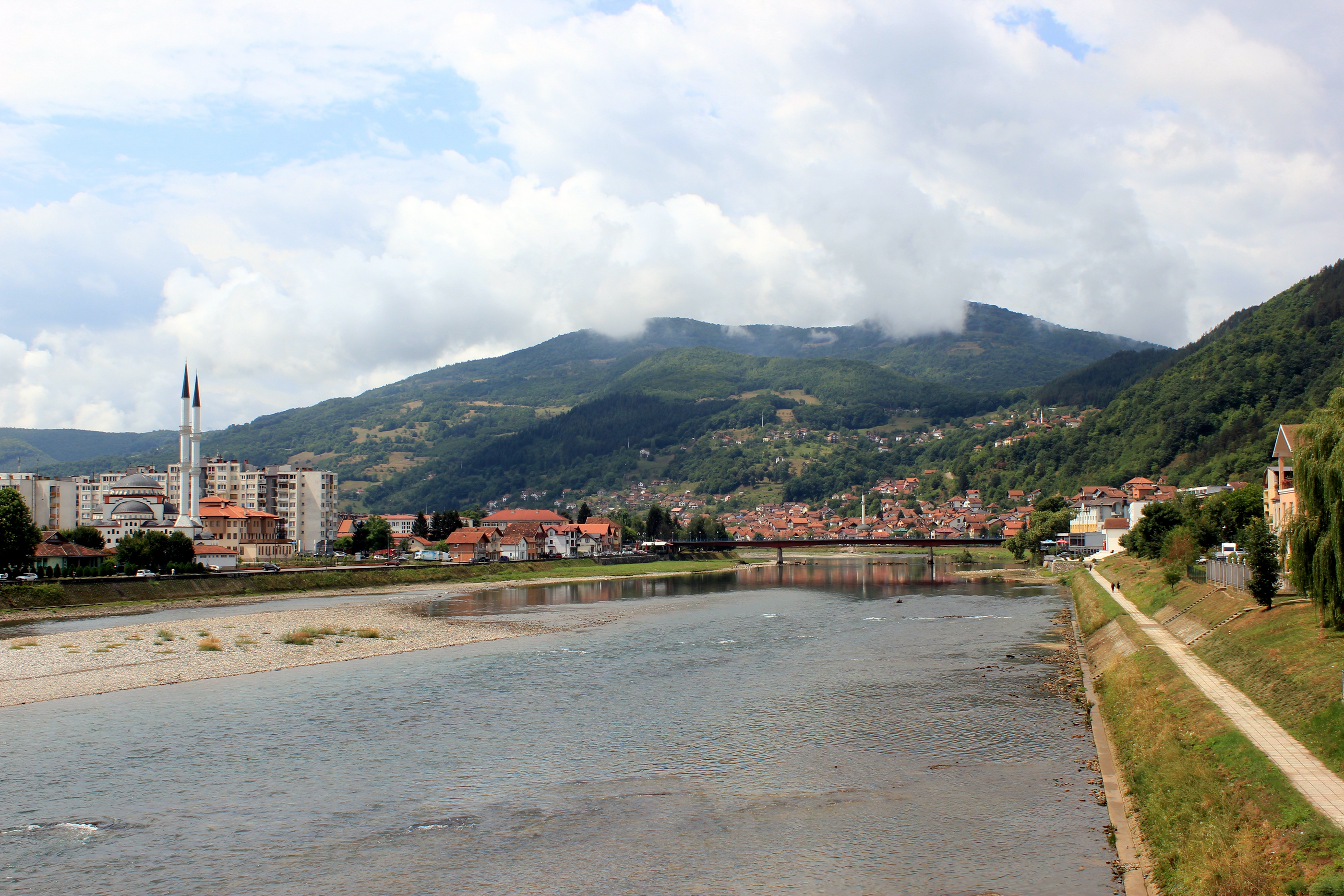
La Drina à Goražde, Bosnie-Herzégovine.

## Municipalités
Le canton du Podrinje bosnien comporte trois municipalités : Goražde, Pale-Prača et Foča-Ustikolina.